# Christina Rosca
Christina Rosca (* 25. Juli 1997 in Princeton, New Jersey) ist eine US-amerikanische Tennisspielerin.

## Karriere
Rosca spielt hauptsächlich Turniere der ITF Women’s World Tennis Tour, auf der sie bisher 12 Doppeltitel erringen konnte. 2019 errang sie mit Justina Mikulskytė ihren ersten Doppeltitel in Madrid.

### College Tennis
Rosca spielte College-Tennis an der Vanderbilt University.

## Turniersiege

### Doppel
| Nr. | Datum            | Turnier       | Kategorie | Belag     | Partnerin            | Finalgegnerinnen                           | Ergebnis          |
| --- | ---------------- | ------------- | --------- | --------- | -------------------- | ------------------------------------------ | ----------------- |
| 1.  | 29. Juni 2019    | Madrid        | ITF W15   | Hartplatz | Justina Mikulskytė   | Ioana Loredana Roșca Julia Terziyska       | 6:3, 6:78, [10:8] |
| 2.  | 19. Juni 2021    | Antalya       | ITF W15   | Sand      | Jessie Aney          | Costanza Traversi Andreea Velcea           | 6:1, 6:0          |
| 3.  | 3. Oktober 2021  | Cancún        | ITF W15   | Hartplatz | Anna Rogers          | Dasha Ivanova Lauren Proctor               | 6:2, 6:2          |
| 4.  | 9. Oktober 2021  | Cancún        | ITF W15   | Hartplatz | Anna Rogers          | Louise Kwong Anna Ulyashchenko             | 6:3, 6:1          |
| 5.  | 7. November 2021 | Orlando       | ITF W25   | Sand      | Anna Rogers          | Marine Partaud María José Portillo Ramírez | 6:3, 6:1          |
| 6.  | 19. Februar 2022 | Cancún        | ITF W25   | Hartplatz | Anna Rogers          | Marija Bondarenko Darja Semenistaja        | 6:1, 6:4          |
| 7.  | 26. Februar 2022 | Santo Domingo | ITF W25   | Hartplatz | Anna Rogers          | Jasmijn Gimbrère Isabelle Haverlag         | 6:2, 6:2          |
| 8.  | 20. Mai 2022     | Naples        | ITF W25   | Sand      | Anna Rogers          | Rasheeda McAdoo Ana Sofía Sánchez          | 6:1, 6:4          |
| 9.  | 22. Oktober 2022 | Macon         | ITF W60   | Hartplatz | Anna Rogers          | Madison Brengle Maria Mateas               | 6:4, 6:4          |
| 10. | 4. März 2023     | Arcadia       | ITF W60   | Hartplatz | Francesca Di Lorenzo | Rina Saigō Yukina Saigō                    | 6:1, 6:1          |
| 11. | 13. Mai 2023     | Naples        | ITF W60   | Sand      | Astra Sharma         | Sophie Chang Angela Kulikov                | 6:1, 7:613        |
| 12. | 11. Mai 2024     | Zephyrhills   | ITF W75   | Sand      | Justina Mikulskytė   | Anna Rogers Alana Smith                    | 6:4, 6:4          |